# Adelina Fominykh
Adelina Fominykh Fominykh (Izhevsk, Rusia; 8 de julio de 1997) es una gimnasta rítmica española que formó parte de la selección nacional de gimnasia rítmica de España en la modalidad de conjuntos, integrando así la generación de gimnastas conocida como el Equipaso. Su logro más importante con el conjunto español es la medalla de bronce en 10 mazas en la prueba de la Copa del Mundo en Sofía (2014). Fue además campeona de España de conjuntos en 2011 con el A.G.R. Catalunya.
Tras recuperarse de una tendinitis aquílea y haber regresado a la competición en 2017 con el conjunto del Club Rítmica Pozuelo, desde 2018 ha competido en modalidad individual. En la actualidad entrena en el Club Gimnasia Rítmica Leganés. Un club en Lérida fue bautizado con su nombre en 2017. Cuenta con más de un millón y medio de seguidores en la red social TikTok.
En el año 2024 ha realizado una Masterclass en Leganés .

## Biografía deportiva

### Inicios
Empezó a practicar gimnasia rítmica a los 3 años en Izhevsk (Rusia), su ciudad natal. Su madre había practicado gimnasia artística. Posteriormente llegó a España con su familia a punto de cumplir los 6 años de edad. De los 7 a los 10 años permaneció en el Club Gimnàstic de Tarragona de gimnasia rítmica. En 2007 participó en su primer Campeonato de España. Ese mismo año pasó al Club Muntanyenc Sant Cugat, donde estuvo hasta los 13 años. Después se mantuvo un año en el Club Gimnàstic Catalunya de Sabadell. En 2011, con 14 años de edad, ingresó en el Club Esportiu Rítmica Mediterrania, donde permaneció la temporada de individual, que va de enero a junio. Con él participó en el Campeonato de España Individual en La Coruña, donde fue 5ª en la general de la categoría júnior (3ª en aro, 4ª en mazas, 11.ª en pelota y 19.ª en cinta), pero no pudo acceder a las finales por aparatos al competir como Open debido a que su nacionalidad estaba aún en proceso. En septiembre de 2011 entró a formar parte del A.G.R. Catalunya, también conocido como la selección catalana, entrenando en el CAR de San Cugat del Vallés como parte del conjunto de 5 pelotas de 1ª categoría. Con el mismo participó en el Campeonato de España de Conjuntos en Zaragoza, siendo oro en la general y plata por aparatos. En el año 2012 pasó otra vez a la modalidad individual en categoría júnior, participando en el Campeonato de España en Logroño nuevamente como gimnasta del C.E.R. Mediterrania. Allí fue bronce en la general y, en las finales por aparatos, plata en aro, mazas y pelota, y 4ª en cinta. A finales de septiembre de 2012, junto a otras dos gimnastas del A.G.R. Catalunya, Natalia García y Júlia Usón, y a las órdenes de Iratxe Aurrekoetxea, participó en la Aeon Cup 2012 en Tokio (Japón), su primera competición internacional. Allí fue 9ª en aro, 10.ª en pelota y mazas, 7ª en cinta, 9ª en la general y 8ª por países.

### Etapa en la selección nacional (2012 - 2015)

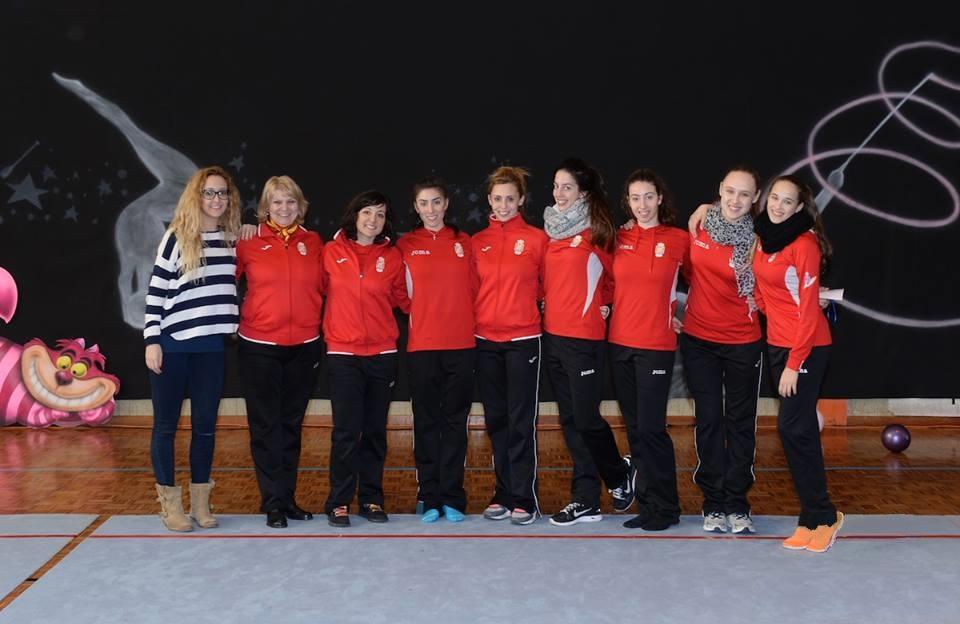
Fominykh (segunda a la derecha) junto al conjunto español en una master class en Luarca (2015).

Tras regresar de Japón, el 3 de octubre de 2012 entró en la selección nacional de gimnasia rítmica de España, pasando a formar parte del conjunto español sénior y entrenando en el Centro de Alto Rendimiento de Madrid, aunque no fue gimnasta titular en una competición hasta 2014. El conjunto estaba entrenado por la seleccionadora nacional Anna Baranova junto a Sara Bayón. Participó desde entonces en varias exhibiciones con el conjunto, como las realizadas en el Euskalgym en noviembre de 2012, o con el conjunto suplente en marzo de 2013 en La Moraleja y en abril en Tres Cantos. El 16 de junio de 2013, Adelina realizó una exhibición en su antiguo club, el Esportiu Rítmica Mediterrania de Santa Coloma de Cervelló, con motivo del fin de curso. Después de que sus compañeras se proclamaran campeonas del mundo en septiembre, participó con ellas en una gira donde actuó en varias coreografías de exhibición, como las realizadas en el Arnold Classic Europe en Madrid y la Gala Solidaria a favor del Proyecto Hombre en Burgos, y posó en un calendario del equipo cuyo fin era recaudar dinero para costear las próximas competiciones. Adelina también realizó a finales de año una exhibición en el festival de Navidad del club donde entrenaba su hermana pequeña en Lloret de Mar. Para 2014 el conjunto mantuvo el ejercicio de 10 mazas del año anterior, que tenía como música «A ciegas» de Miguel Poveda, y se estrenó el de 3 pelotas y 2 cintas, que usaba los temas «Intro» y «Mascara» de Violet. En abril, Adelina participó en sendas exhibiciones con el conjunto suplente en el Día Internacional del Deporte para el Desarrollo y la Paz, organizado en el CSD, y en 10 mazas en la Copa de la Reina en Guadalajara. El 8 de junio realizó una exhibición en su antiguo club, el Esportiu Rítmica Mediterrania de Santa Coloma de Cervelló, con motivo del festival de fin de curso, donde además de participar de manera individual, actuó junto a su hermana. En julio participó además en una exhibición en el torneo Vitry Cup, celebrado en Lloret de Mar.
El 9 de agosto de 2014 debutó por primera vez como titular del conjunto en la prueba de la Copa del Mundo en Sofía, compitiendo en el ejercicio de 10 mazas. La lesión de la gimnasta Artemi Gavezou hizo que tuviera que ser reemplazada por Adelina en dicho ejercicio y por Marina Viejo en el mixto. En un entrenamiento previo de ese mismo campeonato, una maza le produjo a Adelina un corte en una ceja, aunque finalmente decidió competir con la herida. El conjunto obtuvo el 4º puesto en el concurso general, a solo 5 centésimas del bronce, quedando así por detrás de Italia, Bulgaria y Rusia, que se hizo con el oro. Al día siguiente, el 10 de agosto, consiguieron la medalla de bronce en la final de 10 mazas y el 5º puesto (empatadas con Ucrania y Bielorrusia) en la de 3 pelotas y 2 cintas. El conjunto estuvo integrado en esta competición por Adelina, Sandra Aguilar, Elena López, Lourdes Mohedano, Alejandra Quereda y Marina Viejo. Después de que sus compañeras se proclamaran campeonas del mundo por segunda vez, en octubre viajó con ellas al LG Whisen Rhythmic All Stars 2014, celebrado en Seúl (Corea del Sur), donde participó en una exhibición. El 20 de diciembre de 2014, participó con el resto del conjunto en el homenaje en Palencia a su entrenadora, Sara Bayón, realizando dos exhibiciones. El reconocimiento tuvo lugar en el Pabellón Marta Domínguez. A inicios de marzo de 2015, Fominykh impartió junto a parte del conjunto una master class en Luarca (Asturias), y a comienzos de mayo viajó con el resto del equipo a Ávila, donde el conjunto titular realizó sendas exhibiciones en el Campeonato de España en Edad Escolar. Poco después abandonó los entrenamientos de la selección nacional, aunque siguió viviendo en la Residencia Joaquín Blume con el resto de deportistas. Comenzó entonces a entrenar como gimnasta del Club Rítmica Pozuelo en la Ciudad Deportiva Valle de las Cañas de Pozuelo de Alarcón.

### Competiciones autonómicas, lesión y regreso como conjuntera (2016 - 2017)

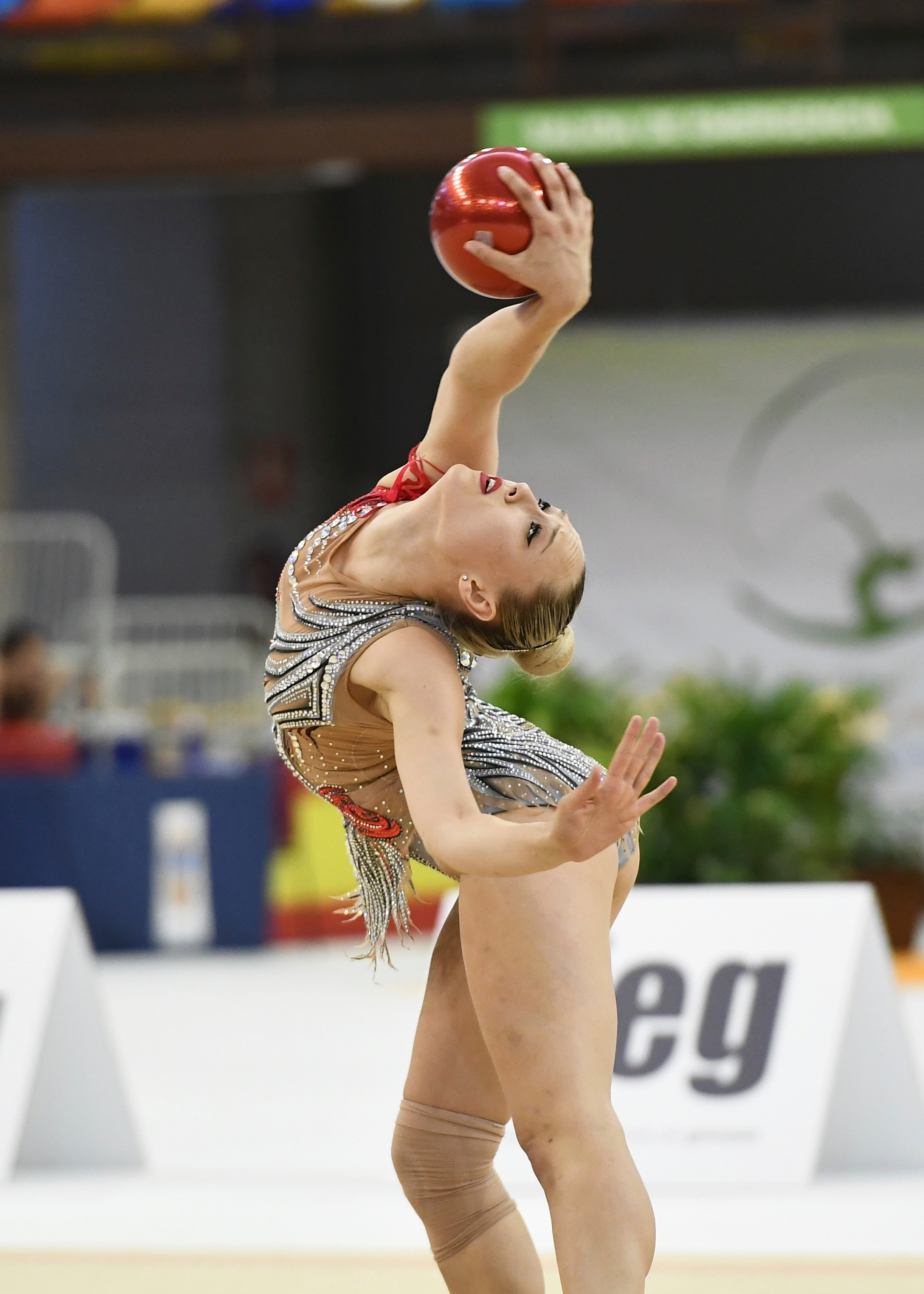
Adelina con la pelota en el Campeonato de España Individual en Guadalajara (2018). En este montaje emplea la música de la película La lista de Schindler.

El 15 de mayo de 2016, ya con el Club Rítmica Pozuelo, logró el oro en la 1ª categoría individual en el Campeonato Autonómico Individual y por Equipos de la Comunidad de Madrid. Ese mismo mes logró nuevamente el oro en 1ª categoría en el Trofeo IV Estaciones Verano de la Comunidad de Madrid. Tras detectársele una tendinitis aquílea, los médicos le aconsejaron no participar en junio en el Campeonato de España Individual. El 25 de octubre de 2016 fue operada del síndrome de Haglund del pie derecho en el Hospital Virgen del Mar de Madrid. El 18 de junio de 2017 realizó una exhibición en el I Torneo Internacional de Gimnasia Rítmica Club EducoSport celebrado en Colmenar Viejo, y el 20 de junio realizó otra con el Club Rítmica Pozuelo, siendo además homenajeada en ambos actos. El 23 de junio de 2017 volvió a ser operada del pie derecho debido a una infección postoperatoria, esta vez en el Hospital Universitario La Moraleja en Sanchinarro (Madrid). Del 8 al 11 de septiembre impartió una clase magistral en el III Campus del Club Rítmica Lleida. Desde junio de 2017 posee el certificado de Tripulante de Cabina de Pasajeros (TCP) por la Escuela Superior Aeronáutica de Madrid. 
El 13 de septiembre de 2017 anunció a través de Instagram su regreso a la gimnasia para competir en el Rítmica Pozuelo. El 16 de septiembre realizó una exhibición en la Plaza de Cibeles encuadrada dentro del festival Actúa Madrid. El 22 de octubre compitió en 5 aros con el conjunto de 1ª categoría del Club Rítmica Pozuelo en el MadRit'17, un torneo de conjuntos a nivel autonómico, el 28 en el VII Trofeo Maite Nadal de Guadalajara obteniendo el bronce, y el 29 en el Campeonato Autonómico de Conjuntos (VIII Trofeo Comunidad de Madrid) en Torrejón de Ardoz, donde lograron la plata. El 4 de noviembre participó en el IX Trofeo Nacional de Utebo siendo 10.ª, el 19 compitieron en el Torneo Nacional de Conjuntos Euskalgym en Vitoria ocupando el 4º puesto, y el 26 en la Copa de España de Conjuntos en Alicante logrando la 12.ª plaza. El 2 de diciembre, en la última competición de la temporada, el Campeonato de España de Conjuntos de Gimnasia Rítmica en Valladolid, ocuparon el puesto 14º en 1ª categoría. Ese mismo año su amiga Marina Casals creó en Lérida el Club Adelina Fominykh, entrenado por la propia Casals y del que Adelina es vicepresidenta.

### Retorno a la modalidad individual (2018 - actualidad)
Para la temporada 2018, Fominykh regresó a la modalidad individual, esta vez en 1ª categoría. Aunque inicialmente planeaba competir en categoría sénior debido a que había perdido la plaza de 1ª categoría por los dos años ausente al haber estado lesionada, la modificación de las normas permitió que pueda competir en 1ª categoría. El 24 de marzo participó en el XXII Torneo Internacional Rumi and Albena, celebrado en Varna (Bulgaria), donde fue 10.ª en la general y 7ª tanto en aro como en pelota. Tras un control previo en marzo en el Trofeo IV Estaciones Primavera en Arganda del Rey, el 22 de abril compitió en la Copa de la Reina en Guadalajara, siendo 9ª por equipos y 11.ª en aro. Posteriormente, en mayo logró la plata en la general del Campeonato Autonómico Individual en Torrejón de Ardoz. En junio obtuvo el oro en la general del Trofeo IV Estaciones Verano de la Comunidad de Madrid en Arganda del Rey, y fue también oro tanto en aro como en pelota en el XIII Torneo Internacional de Santa Marinella (Italia). El 23 de junio, en el Campeonato de España Individual en Guadalajara, logró la 18.ª plaza en la general de la 1ª categoría. En el mismo compitió con el menisco roto, ya que un mes antes había sufrido una rotura del cuerno posterior del menisco interno derecho. 
En septiembre de 2018 comenzó a entrenar como gimnasta del Club Gimnasia Rítmica Leganés en el Pabellón Blanca Ares de Leganés (Madrid). Aunque inicialmente estaba planeado que fuera operada del menisco para noviembre de ese año, finalmente pudo evitar la intervención. Para la temporada 2019 compite en categoría sénior individual. El 9 de febrero participó en el IX Torneo Internacional Rítmica Infantado en Guadalajara, siendo oro en aro y plata en pelota. El 3 de marzo, en el control previo de la Copa de la Reina disputado en Arganda del Rey, se clasificó en primer lugar con pelota, lo que le dio el pase directo para disputar en abril la Copa de la Reina en Guadalajara. En cinta y aro acabó tercera, por lo que no logró clasificarse al conseguir el pase únicamente las gimnastas que obtuviesen el primer puesto. El 16 de marzo participó con manos libres y cinta en la 1ª Fase de la Liga de Clubes Iberdrola, disputada en Zaragoza, integrando las filas del Club Distrito III en la 2ª División y suponiendo su debut en dicha competición. En la misma, logró el 7º puesto por equipos, la plata en manos libres y la 4ª plaza en cinta. El ejercicio de manos libres, el cual estrenó en esta cita, fue montado por Eduardo Martínez, primer bailarín del Ballet Nacional. El 30 de marzo en el Trofeo IV Estaciones Primavera en Leganés, consigue el oro tanto aro como en cinta. El 13 de abril disputó la Copa de la Reina Individual en Guadalajara, obteniendo el 8º puesto por equipos con la Federación Madrileña y la 6ª plaza en pelota. Para el 5 de mayo logró el oro en el Campeonato Autonómico Individual en Arganda del Rey, clasificándose así para el Campeonato de España Individual.
El 20 de mayo de 2019, justo un mes antes del Campeonato de España y durante un entrenamiento de preparación para la 2ª Fase de la Liga Iberdrola, sufrió una lesión en la rodilla izquierda. La misma consistió en rotura del menisco interno, rotura del ligamento cruzado anterior, lesión en el ligamento colateral interno y quiste de Baker. Esto la llevó a la modificación sustancial de los ejercicios y a realizar varios de los elementos previstos apoyándose con la pierna contraria. Finalmente, el 20 de junio compitió infiltrada en el Campeonato de España Individual en Palma de Mallorca, pero tras terminar su primer ejercicio —el de aro— con fuertes molestias y dolores en la rodilla, tuvo que abandonar la competición. Fue operada con éxito de dicha lesión el 5 de agosto.
El 1 de diciembre de 2020 regresó a la competición en el Campeonato de España por Equipos en Valencia para disputar la general de la categoría sénior junto a Mercedes Flores, logrando finalmente la 9ª plaza en la misma, y siendo 12.ª en pelota y 10.ª en mazas. Tras varios torneos a nivel individual, el 18 de julio de 2021 compitió cedida puntualmente al Club Distrito III en la 2ª Fase de la Copa de España de Conjuntos de Valencia, logrando la medalla de plata en 1ª categoría. En dicho campeonato compitió junto a su hermana Melani Yolanta. El 8 de mayo de 2022 disputó el Campeonato Autonómico Individual en Leganés, donde obtuvo el oro en categoría sénior y el pase al Campeonato de España.

## Música de los ejercicios
| Año                      | Aparatos                                                                                          | Música |
| ------------------------ | ------------------------------------------------------------------------------------------------- | --- |
| 2012 (Individual júnior) | Mazas                                                                                             | «Tutti i frutti» de Studio Sound Group, versión del tema «Tutti Frutti». |
| 2012 (Individual júnior) | Pelota                                                                                            | «Portrait of a Romantic» de John Surman. |
| 2012                     | Ejercicio de exhibición (Manos libres)                                                            | «Da Bop (Video Edit)» de WTF! |
| 2012                     | Ejercicio de exhibición (Manos libres)                                                            | «Nine Million Bicycles» de Katie Melua. |
| 2012 - 2013              | Ejercicio de exhibición (Manos libres)                                                            | «Gravity» de Sara Bareilles. |
| 2013                     | Ejercicio de exhibición (Pelota y manos libres)                                                   | «I Will Always Love You» de Dolly Parton, en la versión de Whitney Houston. |
| 2013                     | Ejercicio de exhibición (Manos libres) junto a Melani Fominykh                                    | «Gravity» de Zlata Ognevich. |
| 2013 - 2014              | 10 mazas                                                                                          | «A ciegas» de Miguel Poveda. |
| 2013                     | 3 pelotas y 2 cintas                                                                              | «Still», «Big Palooka» y «Jive and Jump», de The Jive Aces. |
| 2013 - 2014              | Ejercicio de exhibición (Manos libres)                                                            | «Untouched» de The Veronicas. |
| 2014                     | Ejercicio de exhibición (Manos libres)                                                            | «Jar of Hearts» de Christina Perri. |
| 2014                     | Ejercicio de exhibición (Manos libres)                                                            | Versión de «Ekho lyubvi» de Anna German. |
| 2014                     | 3 pelotas y 2 cintas                                                                              | «Intro» y «Mascara», de Violet. |
| 2015                     | 5 cintas                                                                                          | «Europa» de Mónica Naranjo. |
| 2015                     | 2 aros y 6 mazas                                                                                  | Remix por parte de District 78 del tema «Ameksa (The Shepard)» de Taalbi Brothers. |
| 2015                     | Ejercicio de exhibición (Manos libres)                                                            | «Dangerous» de Sam Martin y David Guetta. |
| 2015                     | Ejercicio de exhibición (Aro) junto al Rítmica Pozuelo                                            | «River Flows in You» de Yiruma. |
| 2016                     | Pelota                                                                                            | «Lux Aeterna» de la banda sonora de Requiem for a Dream, compuesta por Clint Mansell. |
| 2016 - 2017              | Ejercicio de exhibición (Manos libres y pañuelo)                                                  | «Sneg» de Filipp Kirkórov y Anastasiya Petryk. |
| 2017                     | Ejercicio de exhibición (Aro y manos libres)                                                      | «Trap» de Shakira y Maluma. |
| 2017                     | Ejercicio de exhibición (Manos libres)                                                            | «Wild Thoughts» de DJ Khaled, Rihanna y Bryson Tiller, «Prituri Se Planinata (NiT GriT Remix)» de Stellamara, «Hurt» de Christina Aguilera, y «Beautiful Liar» de Beyoncé y Shakira.                          |
| 2017                     | 5 aros                                                                                            | «Storm» de Asturia Electric String Quartet. |
| 2018                     | Aro                                                                                               | «Mercy in Darkness» de Two Steps from Hell. |
| 2018                     | Pelota                                                                                            | «Theme from Schindler's List» de la banda sonora de La lista de Schindler, compuesta por John Williams. |
| 2018                     | Cinta                                                                                             | «Chernyy voron», tema ruso tradicional. |
| 2018                     | Mazas                                                                                             | Remix de «Smuglyanka», tema compuesto por Yakov Shedov y Anatoli Grigoriévitch Novikov. |
| 2018                     | Ejercicio de exhibición (Manos libres)                                                            | «Algo pequeñito» de Daniel Diges. |
| 2018                     | Ejercicio de exhibición (Manos libres y aro)                                                      | «Lo siento» de Beret. |
| 2018                     | Ejercicio de exhibición (Aro, mazas, manos libres, cinta y pelota) junto a Ymalai y Javier García | «The Greatest Show», escrita por Benj Pasek, Justin Paul y Ryan Lewis para la banda sonora de El gran showman, «Survivor» de Destiny's Child, y la versión de dicho tema por 2WEI.                            |
| 2018                     | Ejercicio de exhibición (Manos libres)                                                            | «Perdón» de David Bisbal y Greeicy Rendón. |
| 2018                     | Ejercicio de exhibición (Manos libres)                                                            | Nocturno en do sostenido menor, Op. póstumo n.º 20 de Frédéric Chopin, incluido en la banda sonora de El pianista, y «Earned It» de The Weeknd, perteneciente a la banda sonora de Cincuenta sombras de Grey. |
| 2019                     | Ejercicio de exhibición (Manos libres)                                                            | «Me quedo contigo» de Los Chunguitos, en la versión de Rosalía, y «Make Me Feel» de Janelle Monáe. |
| 2019                     | Manos libres                                                                                      | «Me quedo contigo» de Los Chunguitos, en la versión de Rosalía, y «Make Me Feel» de Janelle Monáe. |
| 2019                     | Aro                                                                                               | «Kon'», tema ruso tradicional. |
| 2019                     | Pelota                                                                                            | «Opera #2» de Vitas. |
| 2019                     | Cinta                                                                                             | «A Fair Shot» de la banda sonora de I, Tonya, compuesta por Peter Nashel, remezclada con efectos sonoros digitales de elaboración propia.                                                                     |
| 2020 - 2021              | Pelota                                                                                            | «Uletay» de Aida Nikolaychuk. |
| 2020 - 2021              | Mazas                                                                                             | - |
| 2021                     | Cinta                                                                                             | «Dignity and Honor» y «War of Worlds» de Jon Björk. |
| 2022                     | Aro                                                                                               | «Russian Woman» de Manizha |
| 2022                     | Cinta                                                                                             | «Je me casse» de Destiny Chukunyere. |
| 2022                     | Mazas                                                                                             | «Discoteque» de The Roop. |

## Palmarés deportivo

### A nivel de club
| 2011 - Campeonato de España Individual en La Coruña (con el C.E.R. Mediterrania) 5.º puesto en concurso general (categoría júnior) - Campeonato de España de Conjuntos en Zaragoza (con el A.G.R. Catalunya) Oro en concurso general (1.ª categoría) Plata en 5 pelotas 2012 - Campeonato de España Individual en Logroño (con el C.E.R. Mediterrania) Bronce en concurso general (categoría júnior) Plata en aro Plata en mazas Plata en pelota 4.º puesto en cinta - Aeon Cup (con el A.G.R. Catalunya) 8.º puesto por equipos 9.º puesto en concurso general 9.º puesto en aro 10.º puesto en mazas 10.º puesto en pelota 7.º puesto en cinta 2016 - Campeonato Autonómico Individual y por Equipos (con el Club Rítmica Pozuelo) Oro en concurso general (1.ª categoría) - Trofeo IV Estaciones Verano de la Comunidad de Madrid Oro en concurso general 2017 - MadRit '17 en Leganés (con el conjunto del Club Rítmica Pozuelo) Desconocido (1.ª categoría) - VII Trofeo Maite Nadal en Guadalajara Bronce en concurso general - Campeonato Autonómico de Conjuntos en Torrejón de Ardoz Plata en concurso general - IX Trofeo Nacional de Utebo 10.º puesto en concurso general - Torneo Nacional de Conjuntos Euskalgym en Vitoria 4.º puesto en concurso general - Copa de España de Conjuntos en Alicante 12.º puesto en concurso general - Campeonato de España de Conjuntos en Valladolid 14.º puesto en concurso general 2018 - XXII Torneo Internacional Rumi and Albena en Varna 10.º puesto en concurso general (categoría sénior) 7.º puesto en aro 7.º puesto en pelota - Copa de la Reina Individual en Guadalajara (con la Federación Madrileña) 9.º puesto por equipos 11.º puesto en aro - II Torneo Nacional Stella Maris en Almería Desconocido - Campeonato Autonómico Individual en Torrejón de Ardoz Plata en concurso general (1.ª categoría) - Trofeo IV Estaciones Verano en Arganda del Rey Oro en concurso general - XIII Torneo Internacional de Santa Marinella Oro en aro (categoría sénior) Oro en pelota - Campeonato de España Individual en Guadalajara 18.º puesto en concurso general (1.ª categoría) | 2019 - IX Torneo Internacional Rítmica Infantado en Guadalajara Oro en aro (categoría sénior) Plata en pelota - 1.ª Fase de la Liga de Clubes Iberdrola en Zaragoza (con el Club Distrito III) 7.º puesto por equipos (2.ª división) Plata en manos libres 4.º puesto en cinta - Trofeo IV Estaciones Primavera en Leganés Oro en aro (categoría sénior) Oro en cinta - Copa de la Reina Individual en Guadalajara (con la Federación Madrileña) 8.º puesto por equipos 6.º puesto en pelota - Campeonato Autonómico Individual en Arganda del Rey Oro en concurso general (categoría sénior) - Campeonato de España Individual en Palma de Mallorca 47.º puesto en concurso general 2020 - Campeonato de España por Equipos en Valencia 9.º puesto por equipos (categoría sénior) 12.º puesto en pelota 10.º puesto en mazas 2021 - Torneo Nacional del C.D. Vicente Aleixandre Alcorcón en Alcorcón Bronce en pelota Bronce en cinta - VIII Torneo CGR Arganzuela en Madrid Bronce en pelota Plata en cinta - 2.ª Fase de la Copa de España de Conjuntos en Valencia (con el Club Distrito III) Plata en concurso general (1.ª categoría) 2022 - Trofeo IV Estaciones Primavera en Arganda del Rey Oro en concurso general (categoría sénior) - Torneo Benéfico La Rítmica de Alcalá con Ucrania en Alcalá de Henares Bronce en concurso general (1.ª categoría) Oro en aro Plata en cinta 4.º puesto en mazas - Campeonato Autonómico Individual en Leganés Oro en concurso general (categoría sénior) - XXIII Trofeo Villa de Leganés Oro en concurso general Oro en aro Oro en cinta Oro en mazas - IX Torneo CGR Arganzuela en Madrid Bronce en aro 4.º puesto en cinta Plata en mazas - XXXII Trofeo Villa de Móstoles Oro en aro Oro en cinta Oro en mazas |

### Selección española
| 2014 - Prueba de la Copa del Mundo en Sofía 4.º puesto en concurso general Bronce en 10 mazas 5.º puesto en 3 pelotas y 2 cintas |

*Posición basada solo en un ejercicio de los tres debido a que tuvo que retirarse de la competición por lesión

## Premios, reconocimientos y distinciones
- Mención Especial junto al resto del CGR Leganés en la I Gala del Deporte Femenino de Leganés (2019)[47]

### Otros honores
- Desde 2017 un club de gimnasia rítmica de Lérida lleva el nombre de Club Adelina Fominykh en su honor. Adelina es vicepresidenta del mismo y es entrenado por su amiga Marina Casals. En la actualidad el club se encuentra en la búsqueda de unas instalaciones deportivas adecuadas para poder desarrollar los entrenamientos de las gimnastas en condiciones más óptimas.[23]

## Discografía

### Sencillos
| Año  | Sencillo |
| ---- | --- |
| 2020 | «Piña & fresa» - Lanzamiento: - 3 de marzo de 2020 () - 6 de marzo de 2020 (, y iTunes) - Producción musical: La Casa del Flow - Formato: Streaming y descarga digital         |
| 2020 | «Piña & fresa - Remix» con Boy Flow y Erick Galán - Lanzamiento: 8 de mayo de 2020 (, y iTunes) - Producción musical: La Casa del Flow - Formato: Streaming y descarga digital |

## Filmografía

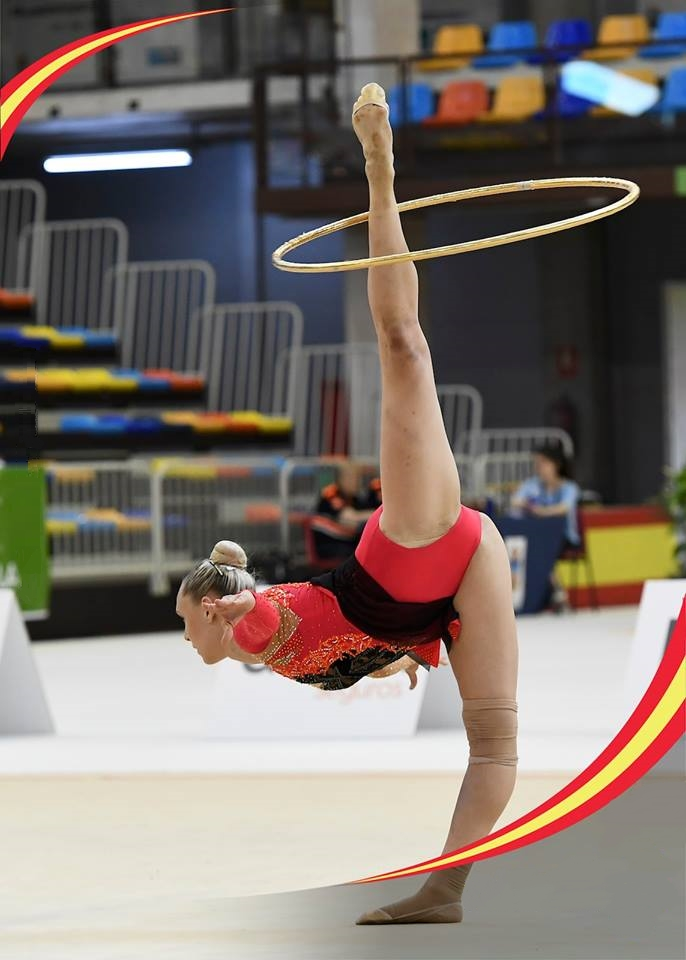
Fominykh con el aro en el Campeonato de España Individual (2018).

### Vídeos musicales
| Vídeos musicales | Vídeos musicales       | Vídeos musicales                              | Vídeos musicales                 | Vídeos musicales |
| Año              | Canción                | Artista                                       | Director                         |                  |
| ---------------- | ---------------------- | --------------------------------------------- | -------------------------------- | ---------------- |
| 2017             | «Dale préndete»        | Boy Flow                                      | José Luis Luna                   |                  |
| 2018             | «Ya tengo otra»        | Paul Ferrer feat. Boy Flow                    | Reyes                            |                  |
| 2019             | «Dios dirá»            | Boy Flow                                      | Álex Lock                        |                  |
| 2020             | «Piña & fresa»         | Adelina Fominykh                              | Álex Lock                        |                  |
| 2020             | «Loba»                 | Boy Flow                                      | Roma Multimedia (Antonio Romero) |                  |
| 2020             | «Piña & fresa - Remix» | Adelina Fominykh feat. Boy Flow y Erick Galán | Roma Multimedia (Antonio Romero) |                  |

### Montajes audiovisuales
| Películas | Películas   | Películas | Películas                                                                    | Películas            |
| Año       | Título      | Personaje | Notas                                                                        | Director             |
| --------- | ----------- | --------- | ---------------------------------------------------------------------------- | -------------------- |
| 2018      | Billie Jean | Gimnasta  | Montaje audiovisual que emplea como música el cover de «Billie Jean» de Eden | Sergio Espinoza Yeyo |

### Programas de televisión
| Programas de televisión | Programas de televisión | Programas de televisión             | Programas de televisión |
| Año                     | Título                  | Cadena                              | Notas                   |
| ----------------------- | ----------------------- | ----------------------------------- | ----------------------- |
| 2019                    | 100% mujer              | Tv Off Travel (Cotel TV y Entel TV) | Entrevistada            |
| 2021                    | La resistencia          | #0                                  | Invitada                |

### Publicidad
- Spots de Navidad para Dvillena, entonces patrocinador de la RFEG (2012 y 2013).[60]

## Libros
- Volar entre cintas de colores (2021). Ediciones Martínez Roca. ISBN 978-84-270-4765-5[61]